# Нейлия надрезаннолистная
Нейлия надрезанноли́стная (лат. Neillia incisa) — листопадный кустарник, вид рода Нейлия (Neillia) семейства Розовые (Rosaceae). В диком виде встречается в Восточной Азии; культивируется во многих странах мира как декоративное растение. Растение широко известно под названием Stephanandra incisa (Стефана́ндра надрезанноли́стная), которое по состоянию на 2024 год входит в синонимику вида.

## Синонимы
- Spiraea incisa Thunb. basionym
- Stephanandra flexuosa Siebold & Zucc.
- Stephanandra incisa (Thunb.) Zabel

## Биологическое описание
Высота куста — от 1,5 до 2,5 метров.
Побеги тонкие, дугообразно отклоненные, извилистые, карминно-красные.
Листья 2—4,5 см длиной, осенью окрашиваются в тёплые тона.
Цветки белые, около 5 мм в диаметре, обоеполые, собраны в метельчатые соцветия, расположенные на концах побегов.
Плод — листовка, созревает в сентябре-октябре.
Семена шаровидные.

## Ареал
Китай (Ляонин, Шаньдун), Восточная Азия: Япония (Хоккайдо, Хонсю, Кюсю, Сикоку), Корея, Тайвань.
Встречается на высотах до 1000 м над уровнем моря — на горных склонах, по берегам ручьёв.

## В культуре

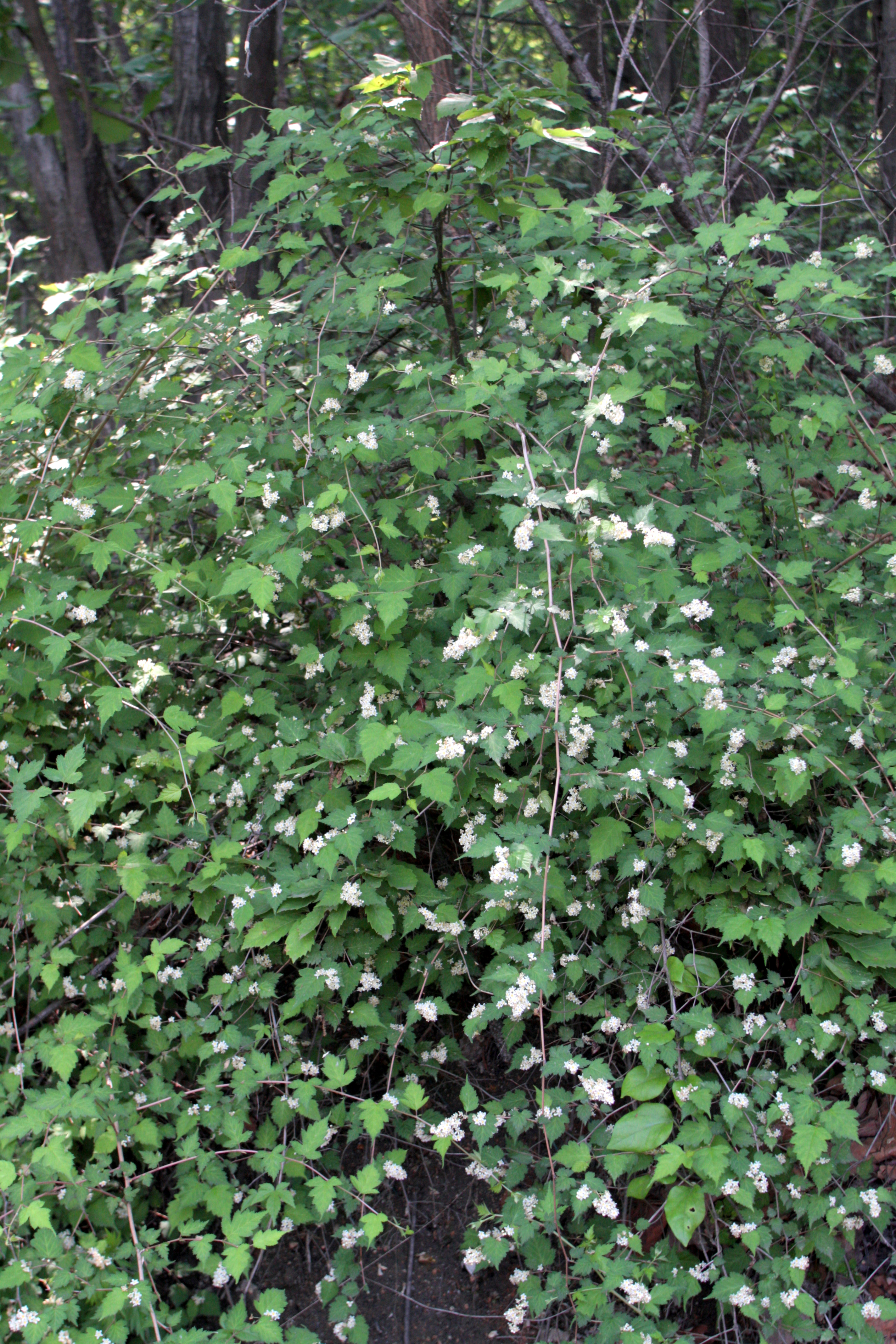
Нейлия надрезаннолистная, общий вид цветущего растения

В Северной Америке как декоративное растение выращивается с 1872 года.
В ГБС с 1959 года. В 33 года высота 1,5 м, диаметр кроны 220 см. Темп роста высокий. Цветёт во второй половине мая. Плоды созревают в августе. Зимостойкость средняя.
Размножается семенами и черенками (укореняется 100 % черенков без обработки).
В суровые зимы растение обмерзает выше снеговой линии, но быстро восстанавливается весной. Рекомендуется в конце осени пригибать ветви к земле.
USDA-зоны: от 3a (−37,2 °C… −40 °C), до 7b (−12,2 °C… −15 °C).

## Декоративные формы
- 'Crispa'. Высота 50—80 см, диаметр кроны 150 см. Листья морщинистые. Цветки мелкие, невзрачные. Используется, как почвопокровное растение[4].